# Erchitu
Su Boe Erchitu è una creatura leggendaria della tradizione popolare sarda.
Questa non deve essere confusa con Su Boe Muliache, altra creatura leggendaria sarda. Infatti, anche se sono molto simili, presentano alcuni aspetti ben distinti: nel caso del Boe Erchitu si parla di una vera e propria maledizione, invece nel caso del Boe Muliache si parla solamente di una trasformazione o incarnazione.

## Caratteristiche
Figura ricorrente nelle antiche leggende barbaricine, secondo le quali un uomo che ha commesso una grave colpa, per sortilegio, si può trasformare, durante le notti di Luna piena, in un bue bianco con due grosse corna rivestite d'acciaio, che vaga per le strade del paese, scortato da una masnada di diavoli.
Questa creatura si ferma di fronte a una casa e muggisce per tre volte: il suo muggito viene udito da tutti gli abitanti del paese, e sempre secondo la tradizione, il padrone di quella casa è "sentenziadu", ossìa condannato a morire entro l'anno.
Generalmente l'Erchitu riacquistava automaticamente la sua forma umana all'alba,  ma secondo altre versioni perché questo accadesse doveva rotolarsi davanti a tre chiese o davanti ad un cimitero; pare che questo rito fosse una specie di tributo che bisognava pagare alla divinità, perché consentisse al dannato di riprendere forma umana.
Perché venga liberato dal sortilegio, invece, gli si devono tagliare le grosse corna d'acciaio (che secondo la tradizione popolare potevano anche guarire i disturbi alla milza).
L'Erchitu è conosciuto con nomi diversi, a seconda dei paesi. A Orgosolo è chiamato Voe travianu, a Ollolai Voe mulinu, a Mamoiada e Lula, Boe muliache, a Benetutti su voe corros de attalzu (il bue dalle corna d'acciaio), a Buddusò su oe mudulu.
Cimino, poeta bittese dell'Ottocento, lo descriveva così:
Erchitu chi cumpassitu est a mie 
canno vit biu, in d'una notte vritta,
muttat a boe postu 'e berritta,
chi galu como nde tenzo paura.
Annate, annate, accurrite a inie,
ma bos ponite cosa veneitta...
mi chi s'anima sua er maleitta
e girat su munnu notte e die!
Mi apparve sotto forma di Erchitu,
quando era vivo, in una notte fredda,
diventò un bue con in testa il berretto,
ancora adesso ne ho paura.
Andate, andate, accorrete lì,
ma copritevi di oggetti benedetti...
la sua anima è maledetta,
e gira il mondo notte e giorno!
Voci popolari affermano che alcune persone lo avevano catturato e, portato in una stalla, lo avevano assicurato ad un gancio di ferro.
Il mattino dopo, per accertarsi che il bue non fosse scappato, andarono a controllare, e al posto del bue trovarono, legato al gancio di ferro, un uomo che piangeva.

## Significato allegorico
La leggenda dell'Erchitu è legata alla questione dell'espiazione di una colpa, una colpa che però non era stata condannata dalla giustizia umana, per via dell'omertà o per l'assenza di testimoni.
Per cui la maledizione che colpiva i responsabili di gravi reati come l'omicidio, però rimasti impuniti, era vista come una sorta di punizione da parte della Giustizia Divina. 
L'Erchitu espiava il suo peccato mediante trasformazione in bue e soprattutto attraverso l'annuncio della morte, spesso violenta, di altre persone.
Essendo le genti di Barbagia legate alle antiche ritualità pagane, può darsi che questo mito risalga a tempi remoti.
Ma volendo trovare un significato cristiano a questa antica leggenda, il bue rappresentava colui che è sottomesso al giogo del peccato
e che poteva essere redento attraverso l'aiuto di qualcuno che gli avesse tagliato le corna d'acciaio e quindi l'avesse liberato.
Comunque sia, il significato che si potrebbe attribuire alla leggenda dell'Erchitu, è l'eterna lotta tra istinto bestiale e razionalità umana.

## Il Carnevale Barbaricino
Nel Carnevale Barbaricino, sono molti gli esempi dell'animale selvatico scortato e imprigionato da altri personaggi. 
Specialmente ad Ottana, c'è proprio la maschera del Boe scortato dai grotteschi Merdùles, che in qualche modo, ripercorrendo un antico rito pagano si può ricondurre in parte alla figura del boe muliache scortato dalla schiera di diavoli.
Si può dedurre (anche se non con certezza), che per espiare le colpe di un'antica comunità, un uomo si travestiva da bue e, assumendosi il ruolo di vittima prescelta, liberava la comunità dai mali che l'affliggevano.  
Questi riti passati attraverso i secoli ispirarono la leggenda del Boe muliache.